# 乌蹬
乌蹬（hoodening /ʊd.ɛnɪŋ/，也拼作hodening 或 oodening），是位于英格兰东南部的肯特郡的一种民间习俗。在这个传统习俗中，人们需要使用一种被称为乌蹬马（hooden horse）的木马，这类木马通常由安装在木棍顶端的木马头部和围在下面挡住表演者的麻布罩组成。最初，这一传统仅限于东肯特地区，不过在二十世纪之后又扩展到了邻近的西肯特地区。它代表了贯穿整个不列颠群岛的各种形式的"头罩动物"这一传统的一种区域性变化。
据记载，从十八世纪到二十世纪初，乌蹬是一项圣诞节期间由农场劳工们进行表演的传统。劳工们会组成许多队伍，同乌蹬马一起绕当地游行。尽管这种队伍的组成各不相同，但通常都包括一位举着乌蹬马的人，一个领队，一名被称作"莫莉(Mollie)"的穿着女性服装的男人，以及几位唱歌的人。接着，游行队伍会带着乌蹬马沿路经过当地的房屋和商店，这样人们就会付钱来观赏他们的服饰。虽然这种传统习俗消失已久，但现在已经有多种肯特郡特有的民间服饰演出以及年间多次演出的莫里斯舞吸收了乌蹬马的元素。
乌蹬这项传统，以及"hooden"一词的起源，在学术领域仍有所争议。早期曾有人提出，hooden一词与盎格鲁-撒克逊基督教创立前的天神"奥丁（古英语写作Woden）"有关，由此推出这一传统源于基督教创立前中世纪早期肯特王国的习俗。但这个观点并没有得到研究这一传统的历史学家或民俗学家的认可。另一个更为广大学者接受的解释是,"hooden"一词与头罩（hooded）有关，指的是扮演马的表演者所穿的麻布罩衣。由于中世纪末期的文献缺少关于这类习俗的记录，也没有提到英国各种头罩动物传统的地理分布——例如南威尔士的马里•勒威德(Mari Lwyd)、科茨沃尔德的布罗德(the Broad)和英格兰北部的老鲍尔(Old Ball)、 老塔普(Old Tup)和老豪斯(Old Horse) ——这都说明，这一习俗很可能起源于十六到十七世纪部分地区精英阶层间风行的木马。
最早的关于乌蹬的文本记载始于十八世纪上半叶。在之后的一个半世纪里，相关记录零星散布，其中许多记录都认为该传统已然衰落，在肯特郡许多地区都已消失。20世纪初，民俗学家和历史学家珀西·梅勒姆注意到了这种衰落，他记录下这一传统的存在，追溯其在历史文献中的痕迹，并于1909年发表了名为《乌蹬马》的学术成果。虽然在第一次世界大战期间，人们认为该传统已经消失，但是在二十世纪中叶，这种习俗以另一种形式复活了，人们将这种木马的使用融入了现代肯特民俗传统当中。

## 表演内容
留存下来的相关文献表明，虽然经过东肯特地区各地不同表演者的演绎，乌蹬传统产生了一些变化，但“总体而言非常统一”。 这种传统的核心，乌蹬马，通常由一个固定在长约四英尺的杆子上的木制马头，以及可以通过拉动牵引绳进行张合的木马下巴组成。然后把自己隐藏在黑布里的人会把马头举高。作为习俗的一部分，四到八名男性组成的“乌蹬表演者（hoodeners）”团队会带着这匹马走街串巷。这个队伍里包括马的扮演者、一名“马夫（Groom）”、一位手拿鞭子牵着缰绳给马带路的“赶马人（Driver）”或者“车夫（Waggoner）”、一位试图骑马的“骑师（Jockey）”、一位名叫“莫莉（Mollie）”的男扮女装者，还有一两名唱歌的人。队伍里所有人都是农场劳工，而且通常都是些和马打交道的人。
这支队伍会在圣诞节的时候表演这项传统习俗，并且表演时间一般都是在平安夜里。表演时，这队人会走到人们的房子前唱一首歌，然后会被请进房子里。一进到房子里，马就开始欢腾地跳跃，下巴哒哒地一张一合，同时骑师会试图骑到它背上，而莫莉会用扫帚扫地，追赶在场的女孩子。有时他们会唱更多的歌谣和圣诞颂歌。在主人掏钱之后，这队人就会离开，到另一栋房子去重复这个过程。

## 区域分布
历史学家列举出了33个二十世纪复兴之前肯特郡尚存的乌蹬传统的实例记录。这些记录沿肯特郡东部及北部海岸线呈月牙状分布，并且所有记录都是在史称东肯特（East Kent）的地区发现的，邻近的西肯特（West Kent）地区对这项民俗传统并不了解。更确切地来说，民俗学家珀西·梅勒姆曾表明，德玛夏姆村(Godmersham)西部就没有发现这种传统的记录。在乌蹬表演者活跃期间，这一地区"人口密集"，此外，梅勒姆还表示，所有发现了这一传统的地区都属于东肯特方言区。民俗学家 E. C. 考特分析了乌蹬表演者的历史分布，发现其分布区域与早期盎格鲁-撒克逊人在肯特郡的聚居地并不一致，与该郡的煤矿开采地区也不对应。他总结为"这一习俗没有进一步对外流传的原因尚不明确"。
乌蹬是更为广泛的"头罩动物"传统的一部分，考特认为这种传统在英国各地以不同的形式存在。这类习俗的共同特点是使用木马、在圣诞节时的表演、通过唱歌或口头讨要钱财，以及一支囊括了一名男扮女装者的队伍。在南威尔士，马里•勒威德(Mari Lwyd)传统的特色是一群举着一匹木马的男性在圣诞节期间挨家挨户敲门。在德比和约克交界处，一群遵循老塔普(Old Tup)传统特色的人会扛着一匹安着山羊头的木马在圣诞节前后敲响人们的房屋大门。民俗学家克里斯蒂娜•霍尔(Christina Hole)将乌蹬与多塞特和格洛斯特郡地区记载的圣诞公牛传统做了类比。在英格兰西南部，有两种现存的类似传统——帕德斯托的奥比奥斯节(Padstow'Obby'Oss Festival)和曼恩海德的木马游行(Minehead Hobby horse),但这两项习俗的庆祝时间并非在圣诞节，而是在五一节。虽然这些传统的起源并不明确，但是中世纪后期该习俗的缺记载失或许表明，这项传统发源于16和17世纪记录的精英阶层流行的木马。在这方面，头罩动物的传统可以比肩英格兰的莫里斯舞蹈传统，在十六和十七世纪成为了"全国热潮"，然后演变成了"一系列划分明确的区域性传统"。

## 词源和起源
梅勒姆指出，大多数描述了这项传统的19世纪的资料都把这个词拼成了 hoden，但是他更偏好hooden这一拼写方式，因为后者更好地用长元音反映了这个词的发音。他补充说,"hooden这个词与'wooden(木制)'押韵，而部分人认为的'sodden(浸湿)'一词则无韵可压"。考虑到发音问题，考特认为，对于传统名称而言，oodening是一个更好的拼写方法。梅勒姆还指出，他联系过的乌蹬表演者中没有一个人知道这个词的词源，同样他们也不知道这个传统的历史渊源。
因此，乌蹬(hoodening)这个词是一个来源未知的派生词。对于乌蹬(hooden)的起源，有一种可能的解释是木制(wooden)一词的错误发音，指得是使用木制的马。梅勒姆对这个观点持批评态度，认为肯特方言中不太可能有这样的发音。第二种可能是，hooden 这个名字指的是举着木马的人身体被罩住这一特征。历史学家罗纳德·赫顿认为这是"最简单的"演变，而民俗学家考特和夏洛特·索菲亚·伯恩也认为这是最有可能的解释。但梅勒姆对此也持批评态度，认为遮住乌蹬表演者的罩衣布料太大，不能称之为头罩(hood)。在他的《肯特历史》一书中，古文物学家阿尔弗雷德·约翰·邓肯认为，Hodening是 Hobening 的一种变体，它最终来源于哥特语中的Hopp一词，意思是马。梅勒姆认为邓肯的论点可能"忽视了一点"，并指出他的观点建立在Hodening是从一个短元音开始的错误假设上。
梅勒姆将这种乌蹬传统总结为某种莫里斯舞的"残存"。他留意到一些中世纪的莫里斯舞者将英国民间英雄罗宾汉相关的运动会融入到了他们的习俗中，他认为，乌蹬(Hoodening)这项活动最初可能是指罗宾汉(Robin Hood)。但他的这个想法受到了伯恩的挑战，后者指出，在传奇故事中，罗宾汉总是被描绘成一个弓箭手而不是一个骑马的人，因此他为何把罗宾汉与木马联系在一起就遭到了质疑。她进一步指出，中世纪的罗宾汉运动会是在五月份举行的，而非庆祝乌蹬习俗的时间——圣诞节。考特也批判了梅勒姆的论点，指出没有证据表明20世纪之前莫里斯舞就存在于肯特郡，而且无论是乌蹬还是罗宾汉与莫里斯舞之间都不存在特别密切的联系。

### 可能的中世纪早期起源说

民俗学家杰夫·多尔提出，乌蹬马与肯特郡旗(图)上的象征了肯特的白马可能存在一定联系。

1807年，一位匿名观察家认为，hoden这个词与盎格鲁-撒克逊的天神奥丁(Woden)有关，这项传统可能是"一个纪念我们的撒克逊祖先在萨尼特登陆的节日的遗存"。1891年，有人提出，这种习俗曾被称为"Odining"，指的是早期中世纪的斯堪的纳维亚的天神奥丁。有该想法的人进一步表示，这种习俗可能起源于祭祀奥丁的仪式上穿着献祭给奥丁的马的马皮这一形式，另一种可能的来源则是早期基督教对这种奥丁式习俗的嘲弄。
梅勒姆表示，最初他对这个想法很感兴趣，乌蹬(hodening)有可能来自奥丁(Woden)——他认为比起古斯堪的纳维亚语Odin，古英语名的可能性更大——但是在他调查这种可能性的时候却"没有足够的证据"能够证明这一点。他补充说，在肯特郡的方言里，W不太可能会从Woden中消失。他还援引了Woodnesborough的例子，这个肯特村庄的名字经常被解读为Woden的派生词，在这个词里W被明确地保留了下来.最后他总结道，"这个理论主要基于推理和类比，其基础没有强大到可以支撑建立其上的所有建筑"。这种将奥丁的传统与乌蹬联系起来的想法同样被伯恩和考特摒弃了。
民俗学家杰夫·多尔相信，乌蹬传统的出现可能要比最早的文本记载"还要更早"，他提出，乌蹬可能起源于一种仲冬时节举行的用于激发植被活力的仪式。为了证明这一说法，多尔特别举出了其他英国冬季的民风民俗的例子，比如苹果酒节(Apple Wassail)，这个节日的起源同样可以用这种说法来解释。他还提出，使用马的传统可能与另外两个事例有一定关系，一是使用白马来象征肯特，二是使用亨吉斯特和霍萨(Hengist and Horsa，古英文中的"种马"和"马")作为中世纪早期肯特王国的起源传说中的主要人物。

## 脚注
1. ↑  Doel 2009a，第17頁.
2. 1 2 3  Cawte 1978，第86頁.
3. ↑  Cawte 1978，第86-87頁.
4. 1 2 3 4 5 6  Cawte 1978，第87頁.
5. 1 2  Cawte 1978，第90頁.
6. 1 2  Maylam 2009a，第54–55頁.
7. ↑  Maylam 2009a，第55頁.
8. ↑  Cawte 1978，第92–93頁.
9. ↑  Cawte 1978，第93頁.
10. ↑  Cawte 1978，第210頁.
11. ↑  Cawte 1978，第210, 212頁.
12. ↑  Cawte 1978，第94–109頁.
13. ↑  Cawte 1978，第110–117頁; Hutton 1996，第87頁.
14. ↑  Hole 1995，第148頁.
15. ↑  Cawte 1978，第157–177頁.
16. ↑  Hutton 1996，第93–94頁.
17. ↑  Hutton 1996，第94頁.
18. 1 2  Maylam 2009a，第22頁.
19. ↑  Cawte 1978，第88頁.
20. 1 2 3  Maylam 2009a，第81頁.
21. ↑  Doel & Doel 2003，第35頁.
22. 1 2  Maylam 2009a，第81–82頁.
23. ↑  Hutton 1996，第83頁.
24. ↑  Burne 1910，第249頁; Cawte 1978，第89頁.
25. 1 2  Maylam 2009a，第31頁.
26. ↑  Maylam 2009a，第85頁.
27. ↑  Maylam 2009a，第85–91頁.
28. 1 2  Burne 1910，第248頁.
29. ↑  Cawte 1978，第88–89頁.
30. ↑  Maylam 2009a，第28頁.
31. ↑  Maylam 2009a，第38頁.
32. ↑  Maylam 2009a，第39頁.
33. ↑  Maylam 2009a，第82–83頁.
34. ↑  Maylam 2009a，第83頁; Cawte 1978，第88頁.
35. ↑  Maylam 2009a，第103頁.
36. ↑  Burne 1910，第248頁; Cawte 1978，第88頁.
37. ↑  Doel 2009a，第13頁.
38. ↑  Doel 2009a，第14頁.
39. ↑  Doel 2009a，第14–15頁.